# 90059
90059 è il secondo album in studio del rapper statunitense Jay Rock, pubblicato l'11 settembre 2015 negli Stati Uniti d'America dalla Top Dawg Entertainment. L'album vede la partecipazione dei compagni d'etichetta Kendrick Lamar, Ab-Soul e Schoolboy Q, che insieme a Rock formano il gruppo Black Hippy, Isaiah Rashad, SZA, SiR, Lance Skiiiwalker, Busta Rhymes e Macy Gray. All'uscita, l'album è stato reso disponibile su Apple Music e iTunes Store, mentre le edizioni fisiche sono state pubblicate il 18 settembre 2015 dalla stessa etichetta. L'album, che prende il nome dal codice postale della città natale di Jay Rock, è stato supportato da tre singoli: Money Trees Deuce, Gumbo e 90059. L'album ha debuttato al numero 16 della Billboard 200 statunitense, vendendo 19 000 copie di album nella prima settimana.

## Tracce
1. Necessary – 3:20
2. Easy Bake (feat. Kendrick Lamar e SZA) – 4:51
3. Gumbo – 4:03
4. Wanna Ride (feat. Isaiah Rashad) – 4:06
5. The Ways (feat. SiR) – 4:35
6. Telegram (Going Krazy) (feat. Lance Skiiiwalker) – 4:00
7. 90059 (feat. Lance Skiiiwalker) – 4:00
8. Vice City (feat. Black Hippy) – 4:43
9. Fly on the Wall (feat. Busta Rhymes e Macy Gray) – 4:39
10. Money Trees Deuce (feat. Lance Skiiiwalker) – 5:21
11. The Message – 4:01